# Russisch Open 2004
Het Russisch Open is een golftoernooi dat in 1993 werd opgericht.
Het toernooi werd in 1996 opgenomen in de kalender van de Europese Challenge Tour. In 2004 en 2005 telde het ook mee voor de Europese Tour, en daarna stond het alleen op de kalender van de Europese Tour.
In 2004 werd het Russisch Open van 12-15 augustus weer gespeeld op Le Meridien Moscou Country Club. Het prijzengeld was € 407.433 waarvan de winnaar € 67.903 kreeg. In 2013 eindigde het toernooi in een play-off waarin Martin Wiegele verslagen werd door Marcus Fraser, die daarmee in 2003 zijn 3de toernooi won en onmiddellijk promoveerde naar de Europese Tour.
In dezelfde week wordt het  PGA Championship in de Verenigde Staten gespeeld, dus 42 topspelers van de Europese Tour speelden niet in Moskou.

## Top 10
| Nr | Speler            | Score           |
| -- | ----------------- | --------------- |
| 1  | Gary Emerson      | 71-65-68-68=272 |
| 2  | Markus Brier      | 69-66-70-69=274 |
| 3  | Kyron Sullivan    | 68-72-67-68=275 |
| 4  | Mattias Eliasson  | 69-67-73-67=276 |
| 5  | Henrik Nyström    | 68-66-73-70=277 |
| T6 | Phillip Archer    | 68-70-75-65=278 |
| T6 | Grégory Bourdy    | 71-69-68-70=278 |
| T8 | Nick Dougherty    | 71-70-70-68=279 |
| T8 | Chris Gane        | 73-67-70-69=279 |
| T8 | Alessandro Tadini | 72-70-70-67=279 |

Drie spelers maakten een ronde van 65, Martin Wiegele in ronde 1, Gary Emerson in ronde 2 en Phillip Archer in ronde 4.